# Heinz Maus
Heinz Maus, född 21 mars 1911 i Uerdingen, Krefeld, död 28 september 1978 i Bürgeln, Cölbe, var en tysk sociolog. Han var professor vid Marburgs universitet. Maus tillhörde Leipzigskolan.

## Biografi
Heinz Maus föddes i Uerdingen, en av Krefelds stadsdelar, år 1911. År 1932 inledde han studier i sociologi, filosofi och nationalekonomi vid Frankfurts universitet; bland hans lärare fanns Karl Mannheim och Max Horkheimer. År 1933 gick Mannheim och Horkheimer i exil och Maus flyttade då till Leipzigs universitet, där han så småningom blev medlem av Leipzigskolan; andra medlemmar var Hans Freyer, Arnold Gehlen, Gunter Ipsen, Helmut Schelsky, Karl Heinz Pfeffer och Gotthard Günther. 
Bland Maus elever finns Dieter Boris, Lorenz Jäger, Frank Deppe och Ulrich Raulff. 
Tillsammans med Friedrich Fürstenberg och Frank Benseler utgav Maus bokserien Soziologische Texte med målsättning att tillhandahålla såväl nya som äldre sociologiska arbeten.